# It’s a Great Feeling (Lied)
It’s a Great Feeling ist ein Song von Jule Styne (Musik)  und Sammy Cahn (Text), der 1948 veröffentlicht wurde.
Styne und Cahn schrieben den Song It’s a Great Feeling für die Filmkomödie Ein tolles Gefühl (1949, Originaltitel: It’s a Great Feeling, Regie: David Butler). In den Hauptrollen spielen Dennis Morgan, Jack Carson und Doris Day, die den Song im Film vorstellt. Nach ihrem großen Erfolg mit dem Song It’s Magic in Romance on the High Sea (1948) hatte das Songwriter-Team Styne/Cahn erneut einen Filmsong für Doris Day geschrieben. It’s Magic erhielt 1950 eine Oscar-Nominierung in der Kategorie Bester Song. Aufgenommen wurde der Song 1949 u. a. auch von Sammy Kaye (auf RCA Victor 2942), Kay Starr/Billy Butterfield und im Duett von Pearl Bailey mit Hot Lips Page (Harmony 1054). In den 1950er-Jahren wurde It’s a Great Feeling noch von Mavis Rivers eingespielt.